# Meri Ilmarinen
Meri Tuuli Linnea Ilmarinen (4 de junio de 1991) es una deportista finlandesa que compite en halterofilia. Ganó una medalla de bronce en el Campeonato Europeo de Halterofilia de 2018, en la categoría de 75 kg.

## Palmarés internacional
| Campeonato Europeo | Campeonato Europeo | Campeonato Europeo | Campeonato Europeo |
| Año                | Lugar              | Medalla            | Categoría          |
| ------------------ | ------------------ | ------------------ | ------------------ |
| 2018               | Bucarest (Rumania) | Medalla de bronce  | 75 kg              |